# Tetramorium frigidum
Tetramorium frigidum är en myrart som beskrevs av Arnold 1926. Tetramorium frigidum ingår i släktet Tetramorium och familjen myror. Inga underarter finns listade i Catalogue of Life.